# Le spannocchiatrici
Le spannocchiatrici è un dipinto a olio realizzato tra il 1887 e il 1889 dal pittore italiano Francesco Filippini ed è esposto nella Galleria d'Arte Moderna di Milano.

## Esposizioni
- Francesco Filippini Protagonista del Naturalismo, Museo di Santa Giulia, Brescia, 1999-2000